# Magnus Kofod Andersen
Magnus Kofod Andersen (* 10. května 1999 Hundested) je dánský profesionální fotbalista, který hraje na pozici středního záložníka za český klub AC Sparta Praha. Je také bývalým dánským mládežnickým reprezentantem.

## Klubová kariéra

### Nordsjælland
Kofod začal hrát fotbal v místním klubu Hundested IK. V deseti letech se přesunul do mládeže FC Nordsjælland. Mládežnický reprezentant si odbyl svůj debut v dánské nejvyšší soutěži 17. července 2017 v utkání proti Odense BK. Ve věku osmnácti let se Kofod stal stabilním členem základní sestavy dánského klubu. 26. července 2018 si odbyl svůj debut v pohárové Evropě, kdy nastoupil v základní sestavě druhého předkola Evropské ligy proti AIK Stockholm a svým prvním gólem v kariéře rozhodl o výhře 1:0. V srpnu 2018 se stal při zranění Victora Nelssona dočasným kapitánem klubu. V roce 2021 se Kofod stal kapitánem Nordsjællandu. V květnu 2022 Kofod oznámil, že v létě klub opustí. Během pěti let v dánském klubu odehrál 171 utkání, vstřelil 7 branek a přidal 11 asistencí.

### Benátky
V létě 2022 podepsal Kofod tříletou smlouvu s italským druholigovým klubem Benátky FC. Svůj debut si odbyl 14. srpna při prohře 1:2 s Janovem. Ve své první sezoně v zahraniční pravidelně nastupoval, odehrál dohromady 27 utkání a připsal si čtyři asistence. V sezoně 2023/24 vypadl Kofod ze základní sestavy Benátek, nastoupil do 24 utkání a pomohl klubu k postupu do Serie A. V italské nejvyšší soutěži debutoval 18. července 2024, když nastoupil do utkání prvního kola proti Laziu a ve 3. minutě otevřel svým prvním gólem v dresu Benátek skóre; Lazio však průběh utkání otočilo a zvítězilo 3:1. V podzimní části sezony pravidelně nastupoval jako střídající hráč, nastoupil do 15 utkání.

### Sparta Praha
V lednu 2025 přestoupil Kofod do pražské Sparty a podepsal víceletou smlouvu. Svůj debut si odbyl 2. února při výhře 2:0 nad Slováckem.

## Reprezentační kariéra
Kofod nastupoval v dánských mládežnických reprezentacích, za jednadvacítku si připsal 25 startů a účast na mistrovství Evropy, ale do A-týmu se dosud neprosadil.